# 하비브 디아라
무하마두 하비브 디아라(프랑스어: Mouhamadou Habib Diarra, 2004년 1월 3일 ~ )는 세네갈의 축구 선수이다. 그의 포지션은 미드필더로, 현재 프리미어리그의 선덜랜드에서 활약하고 있다.
세네갈에서 태어난 그는 세네갈 국가대표팀에 충성을 바치기 전에 주니어 레벨에서 프랑스를 대표했다. 그는 유럽에서 가장 훌륭한 젊은 선수들 중 한 명으로 여겨진다.

## 구단 경력

### 스트라스부르
뮐루즈와 스트라스부르의 유소년 팀을 거친 디아라는 2021년 8월 18일, 스트라스부르와 첫 프로 계약을 맺었다. 2021년 10월 17일, 그는 5-1로 이긴 생테티엔과의 리그 1 경기에서 스트라스부르 소속으로 프로 데뷔 전을 치렀다.

### 선덜랜드
2025년 7월 1일, 디아라는 프리미어리그 클럽 선덜랜드로 이적하여 5년 계약을 체결했다.

## 국가대표팀 경력
세네갈에서 태어난 디아라는 어린 나이에 프랑스로 이주하였다. 그는 프랑스 U-16에서 프랑스 U-19 국가대표팀을 거쳐 현재 프랑스 U-21 국가대표팀 일원으로 활약하고 있다. 2024년 3월, 디아라는 알리우 시세의 영입을 수락했고, 세네갈로 이적했다.
그는 2024년 3월 22일, 가봉과의 친선 경기에서 세네갈 국가대표팀 데뷔 전을 치렀다.